# 三重県道144号鈴鹿関線
三重県道144号鈴鹿関線（みえけんどう144ごう すずかせきせん）は、三重県鈴鹿市から亀山市に至る一般県道である。

## 概要
鈴鹿市八野町（はちのちょう）から亀山市関町古厩（ふるまや）に至る。
路線名の「鈴鹿関線」とは東海道の関所であった鈴鹿関ではなく、鈴鹿市と亀山市関町（旧：鈴鹿郡関町）を結ぶ路線であることを示す。

### 路線データ
- 起点：鈴鹿市八野町（八野交差点、三重県道54号鈴鹿環状線交点）
- 終点：亀山市関町古厩（勧進橋南交差点、三重県道10号津関線交点）
- 総延長：9,549 m

## 歴史
- 1995年（平成7年）4月1日 - 路線認定[1]。

## 路線状況

### 交通量
平日12時間交通量
| 地点         | 交通量  |
| ------------ | ------- |
| 亀山市和賀町 | 4,451台 |

## 地理

### 通過する自治体
- 三重県
  - 鈴鹿市 - 亀山市

### 交差する道路
| 交差する道路            | 市町村名 | 交差する場所             | 交差する場所          |
| ----------------------- | -------- | ------------------------ | --------------------- |
| 三重県道54号鈴鹿環状線  | 鈴鹿市   | 八野町（はちのちょう）   | 八野交差点 / 起点     |
| 国道306号               | 亀山市   | 菅内町（すがうちちょう） | 菅内交差点            |
| 三重県道649号亀山安濃線 | 亀山市   | 阿野田町                 | 阿野田交差点          |
| 三重県道28号亀山白山線  | 亀山市   | 天神2丁目                | 天神交差点            |
| 国道25号 / E25 名阪国道 | 亀山市   | 山下町                   | [ 注釈 1 ]            |
| 三重県道10号津関線      | 亀山市   | 関町古厩（ふるまや）     | 勧進橋南交差点 / 終点 |

### 交差する鉄道
- 紀勢本線

### 沿線
- 三菱ふそうトラック・バス 鈴鹿支店
- 藤山ゴルフ練習場
- 亀山変電所
- 徳風高等学校・三重高等商業専修学校
- タートルエースゴルフ倶楽部
- 鈴鹿川